# Сим, Лидия Антоновна
Лидия Антоновна Сим (род. 24 ноября 1925 — 2 ноября 1980) — доярка совхоза «Первомайский» Татарского района Новосибирской области. Герой Социалистического Труда (22.03.1966).

## Биография
Родилась 24 ноября 1925 года в деревне Ковалёво в эстонской семье. В 1939 году начала работать в колхозе имени Карла Маркса. В 1940 году была вынуждена уехать в город Омск на заработки. Работала на заводе. В 1945 году вышла замуж и вернулась в родную деревню. В 1949 году вся её семья переехала в село Первомайское Татарского района Новосибирской области. Устроилась работать дояркой на ферму. 
Одной из первых стала применять индивидуальное кормление и раздой животных. Первая набрала группу нетелей и стала приучать к шуму доильного аппарата. Раздой и подход к каждой корове был индивидуальный. Уже через полгода каждая тёлка давала до 16 кг молока в день. Уже в первый год от каждой тёлки было получено 4735 кг молока.  
За получение высокой продуктивности в животноводстве, Указом от 22 марта 1966 года, Лидия Сим была удостоена звания Герой Социалистического Труда и награждена Орденом Ленина и золотой медалью «Серп и Молот».
В 1972 году вышла на заслуженный отдых. Умерла 2 ноября 1980 года. Похоронена на сельском кладбище в селе Первомайское. 

## Награды
Имеет следующие награды:
- Герой Социалистического Труда (22.03.1966);
- Орден Ленина (22.03.1966).